# 360 a.C.

## Eventos
- Marco Fábio Ambusto e Caio Petélio Libo Visolo, cônsules romanos.
- Quinto Servílio Aala nomeado ditador em Roma e escolhe Tito Quíncio Peno Capitolino Crispino como seu mestre da cavalaria.
- 105a olimpíada: Poro de Cirene, vencedor do estádio.[1]